# 苗雨潤
苗雨润（19世纪?—20世纪?）山西襄垣人，中华民国政治人物。

## 生平
苗雨润是清朝廪生。后来他留学日本宏文学院，其间和孙宗武同时加入中国同盟会。辛亥革命前，他回到襄垣办学，任长治小学堂教员。
中华民国成立后，1912年苗雨润出任北京临时参议院议员。后来他成为国会议员，并加入政友會。